# Namibia, Land of the Brave
"Namibia, Land of the Brave" (em português: Namíbia, Terra dos Bravos) é o hino nacional da Namíbia, adotado oficialmente em 1991, um ano após a independência do país. A música foi composta e a letra escrita por Axali Doeseb.